# Helenococcus hokeae
Helenococcus hokeae är en insektsart som beskrevs av Liu och Howell 1997. Helenococcus hokeae ingår i släktet Helenococcus och familjen pansarsköldlöss. Inga underarter finns listade i Catalogue of Life.